# 甘前岩遗址
甘前岩遗址是一个位于广西壮族自治区柳州市的旧石器时代晚期遗址，位于柳江区土博镇四案村四案屯东北2公里甘前山甘前岩内。遗址中出土文物包括人类及古生物化石：其中有人牙化石十多颗，以及剑齿象-大熊猫动物群化石等。属于更新世晚期。为柳江区文物保护单位。